# Parathona interstitialis
Parathona interstitialis är en insektsart som beskrevs av Victor Antoine Signoret 1855. Parathona interstitialis ingår i släktet Parathona och familjen dvärgstritar. Inga underarter finns listade i Catalogue of Life.